# Бредов, Адальберт фон
Фридрих Вильгельм Адальберт фон Бредов (нем. Friedrich Wilhelm Adalbert von Bredow; 1814—1890) — прусский генерал-лейтенант кавалерии, прославившийся в сражении при Марс-ла-Тур во время атаки под Вионвилем 16 августа 1870 года.

## Биография
Адальберт фон Бредов родился 25 мая 1814 года в королевстве Пруссия близ городка Фризак (ныне: земля Бранденбург, Федеративная Республика Германия).
В 1832 году поступил на воинскую службу и к 1859 году был назначен командиром 4-го драгунского полка.
Во время франко-прусской войны Адальберт фон Бредов командовал 12-той кавалерийской бригадой, Пятой кавалерийской дивизии. 16 августа 1870 года, в день битвы при Марс-ла-Тур, около двух часов дня, находясь под Вионвилем, фон Бредов получил от генерала Константина фон Альвенслебена приказ в кратчайшие сроки атаковать стоявшие у римской дороги батареи французов с целью оказать содействие 6-й пехотной дивизии, несущей большие потери от огня этих батарей.

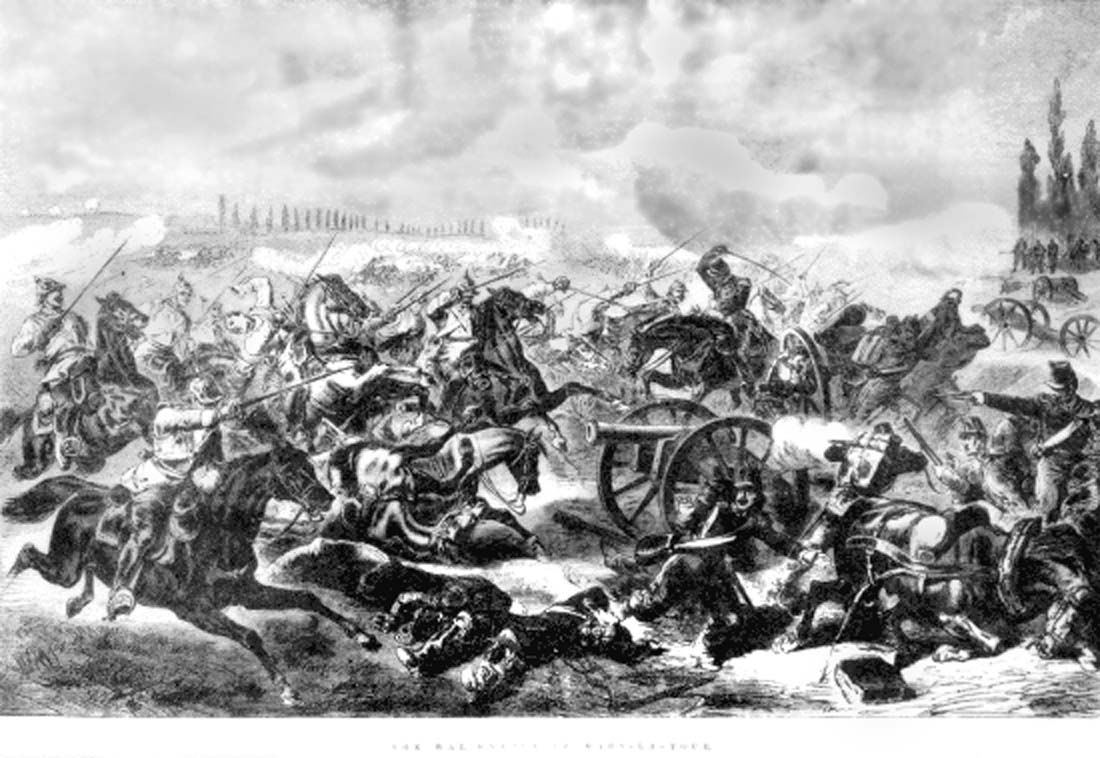
Битва при Марс-ла-Тур

Южнее Тронвильского кустарника Адальберт фон Бредов повёл в атаку 7 эскадронов на правый фланг французских батарей, а также 1-ю линию французской пехоты и довел свои эскадроны до 2-й линии пехоты на высоте д. Резонвиль; артиллерийская прислуга была уничтожена, а лошади порублены (чтоб лишить французов возможности маневрировать). После этого пруссаки были остановлены значительно превосходящей их в числе кавалерией противника, и со значительными потерями (16 офицеров, 381 нижний чин, 461 лошадь) пробился обратно через те же линии французских войск. Эта отчаянная атака, в которой атакующие почти впятеро уступали по числу обороняющимся, имела громадное значение для пруссаков, так как она остановила движение VI французского корпуса и тем спасла Шестую прусскую пехотную дивизию от разгрома. Вскоре к пруссакам прибыло подкрепление и французы вынужденно перешли к обороне; бой длился с переменным успехом до вечера, а ночью французский главнокомандующий Базен приказал прекратить попытки продвижения на Верден. За эту атаку фон Бредов был награждён Железным Крестом 1 класса. Это сражение показала всему миру, что конница всё ещё может быть эффективной в бою и кавалерийские подразделения существовали в европейских армиях еще весьма продолжительное время.
Вплоть до 1872 года фон Бредов служил в кавалерии; командовал дивизией, а в 1883 году вышел в отставку дослужившись до генерал-лейтенанта.
Фридрих Вильгельм Адальберт фон Бредов умер 3 марта 1890 года в родных местах.

## Награды
Королевство Пруссия:
- Орден Красного орла 3-го класса с бантом; мечи к ордену (1866)
- Железный крест (1870) 1-го и 2 класса на черной ленте (1870)[6]
- Орден Красного орла 2-го класса со звездой, дубовыми листьями и мечами (1871)
- Орден Красного орла 1-го класса с дубовыми листьями и мечами на кольце (2 декабря 1873)[7]
- Орден Святого Иоанна Иерусалимского почётный рыцарь (1875, Ehrenritter); рыцарь по праву (1883, Rechtsritter)[8]